# بیمارستان بزرگ دزفول (دکتر گنجویان)
بیمارستان بزرگ دزفول (دکتر گنجویان)  واقع در ایران، استان خوزستان، شهرستان دزفول بیمارستانی است، خیر ساز که توسط خیرین دزفول و دکتر گنجویان ساخته و در اختیار دانشگاه علوم پزشکی دزفول قرار گرفت   این مرکز درمانی و آموزشی وابسته به دانشگاه علوم پزشکی دزفول  با ۳۵۲ تخت ثابت که در سال ۱۳۷۶ خورشیدی تأسیس گردید.
هم اکنون این بیمارستان دارای بخش‌های CCU، ENT، ICU جراحی عمومی، ICU داخلی، NICU1، POST CCU، آنژیوگرافی، ارتوپدی، ارولوژی، اطفال، جراحی زنان و زایمان، جراحی مردان، جراحی مغز و اعصاب، داخلی، داخلی اعصاب(نورولوژی)، روانپزشکی، عفونی،  نوزادان، زنان و زایمان، ایزوله اطفال، NICU2،  اتاق عمل، پست پارتوم، تالاسمی، تخت زایمان، تحت نظر اورژانس، دیالیز، لیبر، هموفیلی، لیزرتراپی، انکولوژی و دیگر واحدهای پاراکلینیک و درمانگاهی می‌باشد.